# Асфандіяров Закір Лутфурахманович
Закір Лутфурахманович Асфандіяров (20 грудня 1918 — 4 січня 1977) — учасник Другої світової війни, командир гармати 322-го гвардійського винищувально-протитанкового артилерійського полку 8-ї гвардійської винищувально-протитанкової артилерійської бригади 1-го Українського фронту, Герой Радянського Союзу (1.07.1944), гвардії старший сержант.

## Біографія
Народився 20 грудня 1918 року в селі Утяково нині Гафурійського району Башкортостану. Татарин. Освіта неповна середня. Член ВКП(б) з 1944 року. До призову в армію працював у колгоспі «Туры юл» Гафурійського району.
В Червону армію призваний Гафурійським райвійськкоматом Башкирської АРСР в 1939 році. На фронті Другої світової війни з вересня 1941 року. Особливо відзначився при визволенні України.
25 січня 1944 року в боях за село Цибулів артилерійська система під командуванням гвардії старшого сержанта Закіра Асфандіярова піддалася атаці восьми танків і дванадцяти бронетранспортерів з піхотою противника. Підпустивши атакуючу колону противника на дальність прямого пострілу, розрахунок відкрив прицільний снайперський вогонь і спалив усі вісім ворожих танків, з яких чотири танка «Тигр». Сам гвардії старший сержант Асфандіяров вогнем з особистої зброї знищив одного офіцера і десять солдатів. При виході гармати з ладу, відважний гвардієць перейшов на гармату сусіднього підрозділу, розрахунок якого вийшов з ладу і, відбивши нову масовану атаку противника, знищив два танки «Тигр» і до шістдесяти гітлерівських солдатів і офіцерів. Всього за один бій розрахунок гвардії старшого сержанта Асфандіярова знищив десять танків противника, з них шість типу «Тигр» і понад сто п'ятдесят солдатів і офіцерів противника.
Звання Героя Радянського Союзу з врученням ордена Леніна і медалі «Золота Зірка» (№ 2386) Асфандіярову Закіру Лутфурахмановичу присвоєно Указом Президії Верховної Ради СРСР від 1 липня 1944 року.
Після демобілізації з армії в 1947 році, З.Л. Асфандіяров працював у Казахстані гірничим майстром Південно-Східного гірхімкомбінату, змінним майстром Східно-Коунрадського родовища. З 1974 року на пенсії. Помер 4 січня 1977 року. Похований на старому мусульманському кладовищі в селищі Шигис-Конират, поблизу міста Балхаш Карагандинської області.
Почесний громадянин міста Балхаш.

## Нагороди
- Медаль «Золота Зірка» Героя Радянського Союзу (№ 2386)
- Орден Леніна
- Орден Червоного Прапора
- Орден Вітчизняної війни I ступеня (29.08.1944)[3]
- Орден Червоної Зірки (09.07.1945)[4]
- Медалі, в тому числі:
  - Медаль «За перемогу над Німеччиною у Великій Вітчизняній війні 1941—1945 рр.»
  - Медаль «20 років перемоги у Великій Вітчизняній війні 1941—1945 рр.»
  - Медаль «30 років перемоги у Великій Вітчизняній війні 1941—1945 рр.»

## Пам'ять
- У Янгіскаїнській середній школі Гафурійського району Башкортостану в музеї бойової і трудової слави присвячений стенд Герою.